# 직복족아강
직복족아강(Orthogastropoda)은 이전에 달팽이와 민달팽이의 분류군으로 사용된 대형 복족류 아강의 하나이다. 1997년 폰더와 린드버그의 복족류 분류에서 사용되었다.
현재, 2005년의 부쉐 & 로크루아의 복족류 분류에서는 더 이상 사용하지 않는다.

## 하위 분류
- 직복족아강 (Orthogastropoda) Ponder & David R. Lindberg, 1996  (이전의 전새아강, 이새상목)
  - 상목 분류가 불확실(Incertæ sedis)한 목
    - † Murchisoniina Cox & Knight, 1960

  - 열수분출공 삿갓조개상목 Ponder & David R. Lindberg, 1997
    - 네옴팔루스목 (Neomphaloida) Sitnikova & Starobogatov, 1983

  - 고복족상목 (Vetigastropoda) Salvini-Plawen, 1989
  - 갈고둥상목 (Neritaemorphi) Koken, 1896
    - 고리갈고둥목 (Cyrtoneritomorpha)
    - 갈고둥목 (Neritopsina) Cox & Knight, 1960

  - 신생복족상목 (Caenogastropoda) Cox, 1960
    - 고설목 (Architaenioglossa) Haller, 1890
    - 흡강목 (Sorbeoconcha) Ponder & David R. Lindberg, 1997

  - 이새상목 (Heterobranchia) J.E. Gray, 1840
    - 이새목 (Heterostropha) P. Fischer, 1885
    - 후새목 (Opisthobranchia) Milne-Edwards, 1848
    - 유폐목 (Pulmonata) Cuvier in Blainville, 1814 (유폐류)